# Wszystkie Mazurki Świata
Wszystkie Mazurki Świata – międzynarodowy festiwal muzyczny oraz projekt artystyczno-edukacyjny, poświęcony muzycznej formie mazurka w wersji ludowej i artystycznej, odbywający się od cyklicznie w Warszawie od 2010 roku na wiosnę i na jesieni.

## Idea
Autorem idei i organizatorem festiwalu jest Janusz Prusinowski i Fundacja Wszystkie Mazurki Świata. Podczas tygodniowego festiwalu mazurków granych, tańczonych, śpiewanych i pieczonych występują wybitni polscy muzycy jazzowi – Tomasz Stańko, Michał Urbaniak, Artur Dutkiewicz, muzycy klasyczni – Janusz Olejniczak, muzycy dawni – Paweł Iwaszkiewicz, Mirosław Feldgebel. Występowali także młodzi uczestnicy Konkursu Chopinowskiego – 2010. Na zamówienie festiwalu swe kompozycje stworzyli kompozytorzy muzyki współczesnej Aleksander Kościów, Jarosław Siwiński i Ignacy Zalewski.

## Wykonawcy

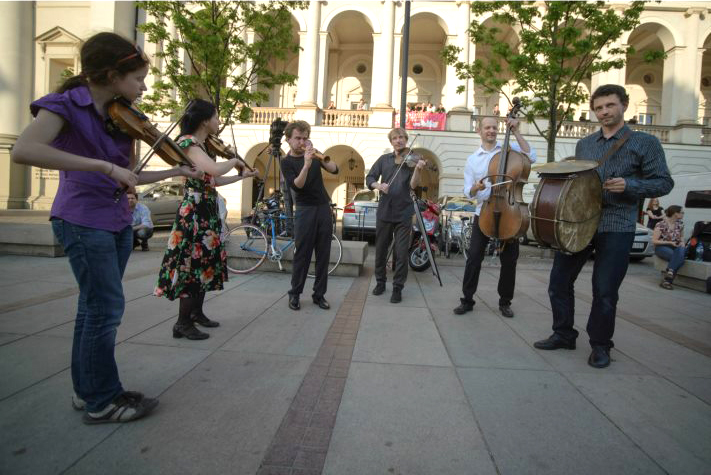
Janusz Prusinowski Trio, 2013 r.

Wśród polskich mistrzów-muzyków wiejskich, którzy wystąpili na scenach Mazurków, wymienić można między innymi Tadeusza Kubiaka, Piotra Gacę i Jana Gacę i Jana Cebulę oraz śpiewaczki Marię Bienas, czy Marię Siwiec. Na festiwalu grały takie polskie kapele, jak Adam Strug z zespołem Monodia, Janusz Prusinowski Trio, Orkiestra Czasów Zarazy, Kapela Brodów i inne.
Rok rocznie na festiwalu goszczą różni wykonawcy zagraniczni. Byli wśród nich muzycy z takich krajów, do których zawędrowały mazurki, jak:
- Białoruś – Aleksander Łoś
- Estonia – Leanne Barbo, Maarja Nuut
- Francja
- Niemcy – Thomas and Rafael Daun
- Hiszpania – Vigüela
- Republika Zielonego Przylądka
- Słowacja
- Szwecja – Astrid Selling Sjoberg i Kristin Borgehold, Fingal, Magnus Gustafsson, Malung, Nyckelharpa Trio, Reine Steen z zespołem Fedefolk
- Rosja – Marina Kriukowa, zespół Repei, zespół Romoda
- Stany Zjednoczone – Mazouk Bayou Duo z Luizjany
- Ukraina – Bożyczi, Chorea Kozacka, Dominika Czekun, Drewo, Hulaj Horod, Nadija Kłopotenko, Kapela Serhija Ochrimczuka, Taras Kompaniczenko
- Węgry – HolddalaNap.

## Stara Tradycja

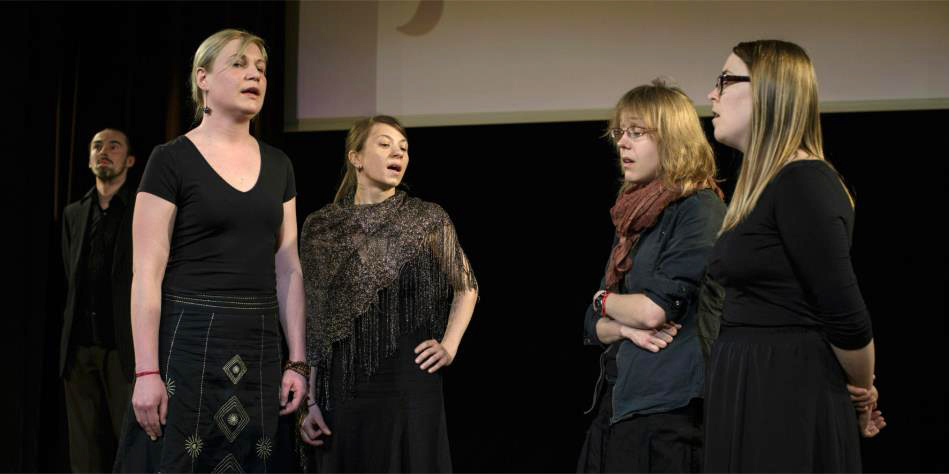
Pieśni Odzyskane, konkurs Stara Tradycja 2013

Podczas drugiej edycji Festiwalu w 2011 odbyła się pierwsza edycja konkursu Stara Tradycja, który wyłonił laureatów spośród młodych muzyków grających polską muzykę wiejską bez aranżacji. W roku 2013 odbyła się trzecia edycja konkursu.

## Warsztaty

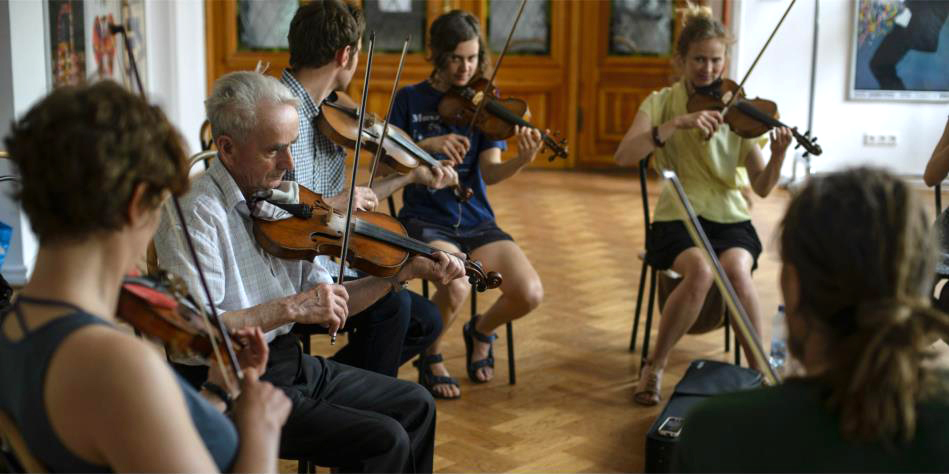
Warsztat Stefana Nowaczka z Podłęża, maj 2013 r.

W trakcie Festiwalu odbywa się cykl warsztatów muzycznych i tanecznych poświęconych muzyce wiejskiej: zajęcia z gry na bębnie, skrzypcach wiejskich, harmonii 3-rzędowej, śpiewu radomskiego i kurpiowskiego (prowadzenie Adam Strug). Prowadzone są zajęcia z tańców polskich, amerykańskich (cajun), niemieckich i skandynawskich.

## Edukacja
Obok Festiwalu równolegle rozwijany jest całoroczny cykl zajęć edukacyjnych: „Mazurek Reaktywacja” – dla młodzieży gimnazjalnej, licealnej i studentów, składające się z muzyki, tańca i opowieści, oraz „Małe Mazurki” – zajęcia muzyczne i rytmiczne dla dzieci w wieku przedszkolnym i uczniów szkoły podstawowej, oparte na dawnych grach i zabawach. Biorą w nim udział muzycy grający muzykę ludową i prezentujący dawne instrumentarium wiejskie.
Patronat nad festiwalem sprawuje program 2 Polskiego Radia.

## Edycje festiwalu
- 2010 – I edycja wiosenna; II edycja jesienna – 22–24 października[2]
- 2011 – edycja wiosenna – 25 kwietnia – 1 maja 2011[3]; edycja jesienna – 15 października 2011
- 2012 – edycja wiosenna – 7 – 13 maja[4]; edycja jesienna – 16–18 listopada 2012 „Wielka Orkiestra Gaców” Mazowiecki Instytut Kultury
- 2013 – edycja wiosenna – 6–12 maja Fort Włodzimierz; edycja jesienna 23 – 24 listopada Muzeum Etnograficzne
- 2014 – „Rzeczpospolita Kolberga”: edycja wiosenna – 21 – 27 kwietnia; edycja jesienna festiwal i Akademia Kolberga 28 – 30 listopada Skwer Hoovera
- 2015 – edycja wiosenna – 21–26 kwietnia; edycja jesienna 20 – 22 listopada
- 2016 – edycja wiosenna – 18–24 kwietnia, '„Małe Mazurki”- 1 października; edycja jesienna – 25–26 listopada
- 2017 – edycja wiosenna – 17–22 kwietnia, Warszawa, 18 czerwca „Wiślane Mazurki” (Muzeum nad Wisłą), 6–7 października „Małe Mazurki”; edycja jesienna – 24–25 listopada Centrum Promocji Kultury na Grochowie (Warszawa, Praga-Południe)
- 2018 – edycja wiosenna – '„Polska Tańcząca”, Warszawa, 24–28 kwietnia[5]; „Mazurki nad Wisłą” – 24 czerwca, Bulwary Wiślane w Warszawie; edycja jesienna – „Małe Mazurki” 29–30 września, Warszawa Muzeum Etnograficzne
- 2019 – edycja wiosenna – '„Rytmy i Smaki”, Warszawa, głównie Centrum Promocji Kultury, 22–27 kwietnia[6]; edycja jesienna – 22–23 września, Warszawa Centrum Promocji Kultury i Narodowy Instytut Kultury i Dziedzictwa Wsi[7]
- 2020 – edycja wiosenna – 29 września-3 października (przesunięta na termin jesienny z powodu pandemii i lockdownu)[8], Warszawa, Centrum Promocji Kultury, Narodowy Instytut Kultury i Dziedzictwa Wsi, online
- 2021 – edycja wiosenna – 15-19/20 czerwca, Warszawa[9]; edycja jesienna – 26–27 listopada[10]
- 2022 – edycja wiosenna – 22–26 czerwca, '„Pieśni Pokoju i Zwycięstwa”, Warszawa, Centrum Promocji Kultury, Terminal Kultury Gocław.

## Dyskografia
- Płyta multimedialna Wszystkie Mazurki Świata 2010
- Płyta multimedialna Wszystkie Mazurki Świata 2011